# Gymnastiek op de Middellandse Zeespelen 1955
Gymnastiek is een van de sporten die beoefend werden tijdens de Middellandse Zeespelen 1955 in Barcelona, Spanje. Er waren acht onderdelen, alle voor mannen.

## Uitslagen
| Event         | Goud          | Zilver                  | Brons          |
| ------------- | ------------- | ----------------------- | -------------- |
| Meerkamp team | Italië        | Frankrijk               | Egypte         |
| Meerkamp      | Joaquin Blume | Michel Mathiot          | Atia Aly Zaki  |
| Vloer         | Joaquin Blume | Roger Audin             | René Changeat  |
| Paard         | Joaquin Blume | Michel Mathiot          | Guido Figone   |
| Ringen        | Joaquin Blume | Sharaf Abdel Waress     | Luis Abaurrea  |
| Sprong        | René Changeat | Atia Aly Zaki           | Joaquin Blume  |
| Brug          | Joaquin Blume | Atia Aly Zaki           | Michel Mathiot |
| Rekstok       | Joaquin Blume | Ismail Mohamed Abdallah | Atia Aly Zaki  |

## Medaillespiegel
| Plaats | Land      | Goud | Zilver | Brons | Totaal |
| 1      | Spanje    | 6    | 0      | 2     | 8      |
| 2      | Frankrijk | 1    | 4      | 2     | 7      |
| 3      | Italië    | 1    | 0      | 1     | 2      |
| 4      | Egypte    | 0    | 4      | 3     | 7      |
| Totaal | Totaal    | 8    | 8      | 8     | 24     |

1951 · 1955 · 1959 · 1963 · 1967 · 1971 · 1975 · 1979 · 1983 · 1987 · 1991 · 1993 · 1997 · 2001 · 2005 · 2009 · 2013 · 2018 · 2022
Atletiek · Basketbal · Boksen · Gewichtheffen · Gymnastiek · Hockey · Paardensport · Roeien · Rolhockey · Rugby · Schermen · Schietsport · Schoonspringen · Voetbal · Waterpolo · Wielersport · Worstelen · Zeilen · Zwemmen